# Выставочные залы Москвы
Объединение «Выставочные залы Москвы» — объединение учреждений музейного типа, относящихся к выставочным залам, основанное в 2013 году. Представляет собой сеть современных выставочных площадок, работающих с разными видами и жанрами традиционного и современного искусства. В настоящее время в Объединение входит 25 галерей, расположенных в 9 округах Москвы.

## История Объединения
Выставочные залы возникли в 1980-е годы по инициативе Московского городского комитета КПСС для работы с населением в области культуры.
Расположены они довольно хаотично, так как решение об открытии того или иного зала принималось не централизованно, а согласно логике местных руководителей. Во многих случаях это привело к тому, что залы превратились в некое подобие районных домов культуры. Тем не менее, эта вынужденная автономия все же имела и положительные стороны: в залах смогли показывать свои произведения живописцы, графики, скульпторы, не входившие в закрытую для большинства из них систему союзов художников и не имевшие возможности демонстрировать работы на таких площадках, как Центральный дом художника или залы на Кузнецком Мосту.
В начале 1990-х годов выставочные залы получили большую свободу. Их руководителям было предписано оформить юридическое лицо, что расширило круг полномочий и возможностей.
18 июля 2013 г. Департамент культуры города Москвы выпустил приказ, согласно которому 18 галерей из 10 округов столицы объединили в одну организацию.
Через год был разработан фирменный стиль Объединения и создан совет кураторов, среди которых были Алексей Шульгин и Аристарх Чернышев, Катя Бочавар, Виталий Пацюков и Лариса Гринберг. Они усердно пытались освоить чуждый тип мышления среднего жителя спального района, чтобы адаптировать для новой аудитории сложный язык современного искусства.

## Деятельность организации
Изначально основная цель формирования Объединения заключалась в создании таких выставочных пространств за пределами Садового кольца, которые, с одной стороны, отвечали бы потребностям района, а с другой, держали высокий московский уровень.
В ходе развития организации цели деятельности менялись, становясь более глобальными и амбициозными. В настоящее время Объединение видит их так:
- сохранение, использования, популяризация объектов культурного наследия и развитие культурной идентичности районов Москвы;
- сохранение и распространение нематериального культурного наследия;
- поддержка и развитие молодых художников и кураторов;[6]
- создание условий для формирования и удовлетворения потребностей людей в культурном, творческом, интеллектуальном и духовном развитии[7];
- поддержка и популяризация любительского творчества и другой социально-культурной активности населения;
- создание и развитие форм культурного и интеллектуального досуга и отдыха жителей города, соответствующих современному мировому культурному опыту[8];
- создание условий для творческого обмена и профессионального сотрудничества на межличностном, институциональном, региональном и международном уровнях[9].

Для достижения поставленных целей в галереях проводятся выставки различных масштабов и направлений, общегородские культурные акции, досугово-просветительские мероприятия. Также Объединение регулярно принимает участие в международных и региональных биеннале (Московская биеннале современного искусства, Московская международная биеннале молодого искусства), профильных форумах и фестивалях.

## Постоянные выставки
В четырёх галереях Объединения есть постоянные выставочные экспозиции:
- «Протомузей» в галерее «Печатники»;
- «Музей авангарда» в галерее «На Шаболовке»;
- «Музей куклы» в галерее XXI века;
- «SA))_gallery» в «Электромузее в Ростокино».

### Протомузей
Экспериментальная площадка выставлялась в 2016―2020 годах в районной выставочной галерее «Выхино», которая представляет собой модель будущего масштабного музея. В связи с закрытием галереи сначала в рамках указа № 109-УМ в ноябре 2020 года, плавно перетёкшим в затяжную реконструкцию самой галереи, коллекция вывезена на хранение в галерею «Печатники».
Музей знакомит посетителей с материально-предметной культурой прошлого и её отражением в современном дизайне и искусстве. Экспозиция представлена старинной утварью и орудиями крестьянского быта и труда, собранными архитекторами и педагогами мастерской на Русском Севере.

### Музей авангарда на Шаболовке
Открытие Музея состоялось 7 июня 2017 года. Здесь можно ознакомиться с архитектурой Москвы 1920—1930-х годов и историей района.
В основе экспозиции лежит архитектурная спецификация (описания, чертежи, макеты) объектов района, которая постоянно дополняется за счет личных историй людей, родившихся и живших в них или принимавших участие в их проектировании и строительстве. Эти сюжеты представляют собой сменяемые микро-экспозиции из личных вещей, документов и интервью.

### Музей куклы
В основе Музея истории куклы лежит частное собрание Президента Фонда Куклы Мира и коллекционера Ланы Летта. В нём есть всё: от старинной открытки с изображением детей играющих в куклы, до огромных двигающихся объектов современных художников. Посетители музея могут увидеть раритеты из Бирмы, Китая, Индонезии и стран Европы.

### SA))_gallery
SA))_gallery — первая в России стационарная галерея, технически и концептуально специализированная на современном звуковом искусстве (саунд-арт). Проект создан и поддерживается сообществом SoundArtist.ru и является продолжением работы саунд-арт фреймворка SA))_Q-O, разработанного в 2014 году. Куратором галереи является Сергей Касич. На экспозиции продемонстрированы достижения современного звукового искусства и предоставлена возможность прослушивания многоканальных пространственных аудиоинсталляций и звуковых скульптур. Изначально располагалась при «Электромузее» до момента его закрытия.

## Мероприятия
Сеть галерей «Выставочные залы Москвы» предназначена для проведения различных художественных выставок, мультимедиа-перформансов, мастер-классов, концертов и иных культурно-досуговых мероприятий. В составе Галереи имеются: коллекция старинных музыкальных инструментов, 1 рояль August Förster, 2 рояля K. Kawai, пространства для электроакустической композиции и музыкальных спектаклей.

### Международный фестиваль «GROUND Zine Fest»
В галереях «На Песчаной» и «Ходынка» до 2018 года проходил Международный фестиваль «GROUND Zine Fest», посвященный независимым печатным инициативам. В фестивале принимали участие независимые издательства, писатели, фотохудожники и молодые музыканты, которые представляют вниманию широкой публики плоды своего творчества в виде фэнзинов, фотоальбомов, альманахов и пр.
Книжная ярмарка сопровождается лекциями, публичными дискуссиями и мастер-классами художников и издателей, презентациями новых проектов.
В 2018 году фестиваль насчитывал 68 участников из России, Германии, Италии, Нидерландов, Польши, Франции, Швейцарии, Эстонии и других стран.

### Фестиваль «Дни авангарда»
В конце апреля ежегодно проводится городской фестиваль «Дни авангарда», основными организаторами которого являются Галерея «На Шаболовке», Центр авангарда и проект «Москва глазами инженера», к которым присоединяются другие галереи, выставочные центры, музеи и театры. Цель фестиваля — популяризация темы искусства русского авангарда, представление её для широкой аудитории как одного из главных явлений культуры XX века.
Темой первого фестиваля стала тема «10 революций», которая отражала десять переворотов в разных областях культуры, произошедших в первые десятилетия советской власти: революции в поэзии, музыке, искусстве, театре, инженерии, кино, архитектуре, культуре в целом, социальную и индустриальную революции.
Фестиваль 2018 года был посвящен 125-летию Владимира Маяковского и проводился совместно с Культурным центром «ЗИЛ».

### Международные фотоконкурсы в галерее «На Каширке»
Раз в 2 года галерея «На Каширке» в сотрудничестве с зарубежными организациями проводит масштабные международные фотоконкурсы.
В 2016 году посетители галереи могли ознакомиться с работами победителей фотопремии Moscow International Foto Awards ’16. Всего в MIFA 2016 приняло участие более 4000 фотографов из 85 стран.
Фотоконкурс, итоговая выставка которого проводилась в 2018 году, был посвящен Чемпионату мира по футболу FIFA 2018 и рассказывал о футболе как самом популярном виде спорта во всем мире, имеющем поклонников в различных социальных слоях. Партнером проекта выступила бразильская компания «FRACTAL producoes» (Сан-Паулу).

### Международный фестиваль камерной музыки «WINTERREISE — ЗИМНИЙ ПУТЬ»
С 2013 года в начале декабря в галерее «Беляево» ежегодно проводятся концерты в рамках фестиваля «WINTERREISE — ЗИМНИЙ ПУТЬ». Во время фестиваля талантливые музыканты из разных стран исполняют музыкальные сочинения различных эпох: от Барокко до современности.
Название служит отсылкой к одноимённому вокальному циклу Франца Шуберта, что отражает камерно-ансамблевый жанр, в котором проходят все события фестиваля.

### Фестиваль воздушных змеев «ЛеТатлин № 4»
В последнее воскресение августа Галерея XXI века ежегодно проводит фестиваль «ЛеТатлин № 4». В рамках фестиваля происходит не только массовый запуск воздушных змеев, но и конкурсы на самый дальний полёт, самого красочного змея, сделанного своими руками, и конкурс рисунка.
Накануне фестиваля в галерее традиционно проходят мастер-классы, в рамках которых участники могут изготовить своих уникальных воздушных змеев для воскресного запуска.
Помимо этого во всех галереях регулярно проходят художественные мастер-классы, лекции, кинопоказы, концерты, авторские экскурсии.

## Список
Данные по галереям приведены по состоянию на март 2023 года, с учётом временных закрытий участков Замоскворецкой линии метро.
| Название                      | Название до присоединения                                                    | Год присоединения | Статус                | Адрес                                                                  | Руководитель | Куратор |
| ----------------------------- | ---------------------------------------------------------------------------- | ----------------- | --------------------- | ---------------------------------------------------------------------- | ------------ | ------- |
| Галерея-мастерская «Варшавка» | ГБУК г. Москвы "ГВЗ «Варшавка» (ОГРН 5067746840552)                          | 2013              | В составе Объединения | Москва (ЮАО), Варшавское шоссе, д. 68, корп. 1 ( Варшавская)           |              |         |
| «Галерея Ростокино»           | ГБУК г. Москвы "ГВЗ «Ростокино» (ОГРН 1037739081412)                         | 2013              | В составе Объединения | Москва (СВАО), ул. Ростокинская, д. 1 ( Ростокино)                     |              |         |
| Галерея «Беляево»             | ГБУК г. Москвы "ГВЗ "Галерея «Беляево» (ОГРН 1037739434039)                  | 2014              | В составе Объединения | Москва (ЮЗАО), ул. Профсоюзная, д. 100 ( Беляево)                      |              |         |
| Галерея «Солнцево»            | ГБУК г. Москвы "ВЗ «Солнцево» (ОГРН 1037739434039)                           | 2013              | В составе Объединения | Москва (ЗАО), ул. Богданова, д. 44 ( Солнцево)                         |              |         |
| Галерея «Загорье»             | ГБУК г. Москвы "ГВЗ «Наследие» (ОГРН 1037739683574)                          | 2013              | В составе Объединения | Москва (ЮАО), ул. Лебедянская, д. 24, корп. 2 ( Царицыно)              |              |         |
| Галерея «Нагорная»            | ГБУК г. Москвы "ГВЗ «Галерея Нагорная» (ОГРН 1027700541604)                  | 2013              | В составе Объединения | Москва (ЮЗАО), ул. Ремизова, д. 10 ( Нагорная)                         |              |         |
| Галерея «На Шаболовке»        | ГБУК г. Москвы "ГВЗ «Замосковречье» (ОГРН 1037739204590)                     | 2014              | В составе Объединения | Москва (ЮАО), Серпуховский вал, д. 24, корп. 2 ( Шаболовская)          |              |         |
| Галерея «Ходынка»             | ГБУК г. Москвы "ВЗ «Ходынка» (ОГРН 1037739778460)                            | 2013              | В составе Объединения | Москва (СЗАО), ул. Ирины Левченко, д. 2 ( Октябрьское Поле)            |              |         |
| Галерея «На Песчаной»         | ГБУК г. Москвы "ГВЗ «Галерея на Песчаной» (ОГРН 1117746482985)               | 2013              | В составе Объединения | Москва (САО), ул. Новопесчаная, д. 23, корп. 7 ( Зорге)                |              |         |
| Галерея "Давыдково"           | ГБУК г. Москвы "ВЗ «Галерея XXI век» (ОГРН 1127746081803)                    | 2013              | В составе Объединения | Москва (ЗАО), ул. Кременчугская, д. 22 ( Давыдково)                    |              |         |
| Галерея «Сколково»            | ГБУК г. Москвы "ВЗ «Феникс» (ОГРН 1037739689217)                             | 2013—2018         | Вышла из объединения  | Москва (ЗАО), Сколковское шоссе, д. 32/2                               |              |         |
| Галерея «Богородское»         | ГБУК г. Москвы "ВЗ «Богородское» (ОГРН 1037718052800)                        | 2013              | В составе Объединения | Москва (ВАО), Открытое шоссе, д. 5, корп. 6 ( Бульвар Рокоссовского)   |              |         |
| Галерея «Измайлово»           | ГБУК г. Москвы "ГВЗ "Галерея «Измайлово» (ОГРН 1037739425888)                | 2013              | В составе Объединения | Москва (ВАО), Измайловский проезд, д. 4 ( Измайловская)                |              |         |
| Галерея «Выхино»              | ГБУК г. Москвы "Выставочный зал «Арт-холл Юго-Восток» (ОГРН 1127746076006)   | 2013              | В составе Объединения | Москва (ЮВАО), ул. Ташкентская, д. 9 ( Юго-Восточная)                  |              |         |
| Галерея «ЗДЕСЬ на Таганке»    | ГБУК г. Москвы "Выставочный зал «Творчество» (ОГРН 1037700129807)            | 2013              | В составе Объединения | Москва (ЦАО), ул. Таганская, 31/22 ( Марксистская)                     |              |         |
| Галерея «На Каширке»          | ГБУК г. Москвы "ВЗ «На Каширке» (ОГРН 1037739729940)                         | 2013              | В составе Объединения | Москва (ЮАО), ул. Академика Миллионщикова, д. 35, корп. 5 ( Каширская) |              |         |
| Галерея «Пересветов переулок» | ГБУК г. Москвы "ГВЗ «Пересветов переулок» (ОГРН 1067759119427)               | 2013              | В составе Объединения | Москва (ЮАО), Пересветов пер., д. 4, корп. 1 ( Автозаводская)          |              |         |
| Галерея «Ковчег»              | ГБУК г. Москвы "ГВЗ «Ковчег» (ОГРН 1027739190753)                            | 2013—2018         | Вышла из объединения  | Москва (ЦАО), Трубниковский переулок, д. 22, стр. 2 (м. Арбатская)     |              |         |
| Галерея «Парк»                | ГБУК г. Москвы «Галерея Парк»                                                | 2019              | В составе объединения | Москва (ЦАО), ул. Немчинова, 12 ( Тимирязевская)                       |              |         |
| Галерея «Тушино»              | ГБУК г. Москвы «Галерея Тушино»                                              | 2022              | В составе объединения | Москва (СЗАО), Бульвар Яна Райниса, 19 корп. 1 ( Сходненская)          |              |         |
| Галерея «Печатники»           | ГБУК г. Москвы «Галерея Печатники»                                           | 2021              | В составе объединения | Москва (ЮВАО), Батюнинская улица, 14 ( Перерва)                        |              |         |
| Галерея «А3»                  | ГБУК г. Москвы "Московский выставочный зал «Галерея А3» (ОГРН 1027700354923) | 2018              | В составе Объединения | Москва (ЦАО), Староконюшенный переулок, д. 39 ( Кропоткинская)         |              |         |